# Karamon

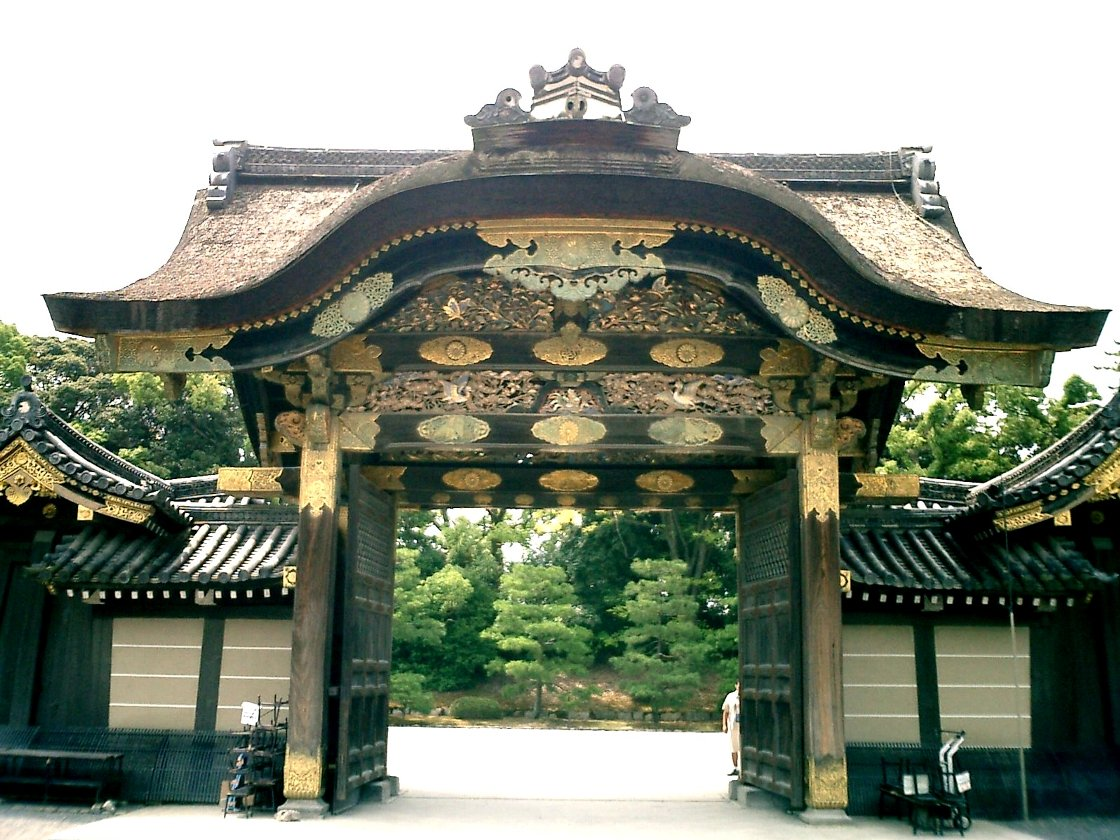
Un karamon au château de Nijō.

Un karamon ou karakado (唐門, lit. « porte chinoise ») est un type de porte rencontré dans l'architecture japonaise. Il se caractérise par l'utilisation d'un karahafu, une rive de toit particulière au Japon. Les karamon sont souvent placés à l'entrée des châteaux japonais, des temples bouddhistes et des sanctuaires shinto et ont toujours été un symbole d'autorité.

## Histoire
Bien que kara (唐) peut se traduire par « Chine » ou « Tang », ce type de toit avec rives de toit ondulées apparaît d'abord à la fin de l'époque de Heian. Il est ainsi nommé parce que le mot kara peut également signifier « noble » ou « élégant » et a souvent été ajouté aux noms des objets considérés comme grands ou complexes, indépendamment de leur origine. Le karahafu, qui se développe durant l'époque de Heian, est représenté dans les emakimono comme décoration de porte, de couloir et de palanquin. Le plus ancien karahafu existant se trouve au temple Hōryū-ji.
À l'origine, le karahafu n'est utilisé que pour les temples et les manoirs aristocratiques, mais à partir du début de l'époque Azuchi Momoyama, il devient un important élément architectural dans la construction des demeures et des châteaux des daimyos. L'entrée par le karamon est réservée au shogun lors de ses visites onari à ses obligés ou pour la réception de l'empereur dans les établissements du shogunat. Un édifice associé à ces rapports sociaux spécifiques implique une signification particulière.
Le karamon devient plus tard un moyen de proclamer le prestige d'un édifice et sert de symbole de l'architecture à la fois religieuse et laïque. Durant le shogunat Tokugawa, les karamon sont un puissant symbole d'une autorité qui se manifeste par le moyen de l'architecture.

## Variantes

### Mukaikaramon

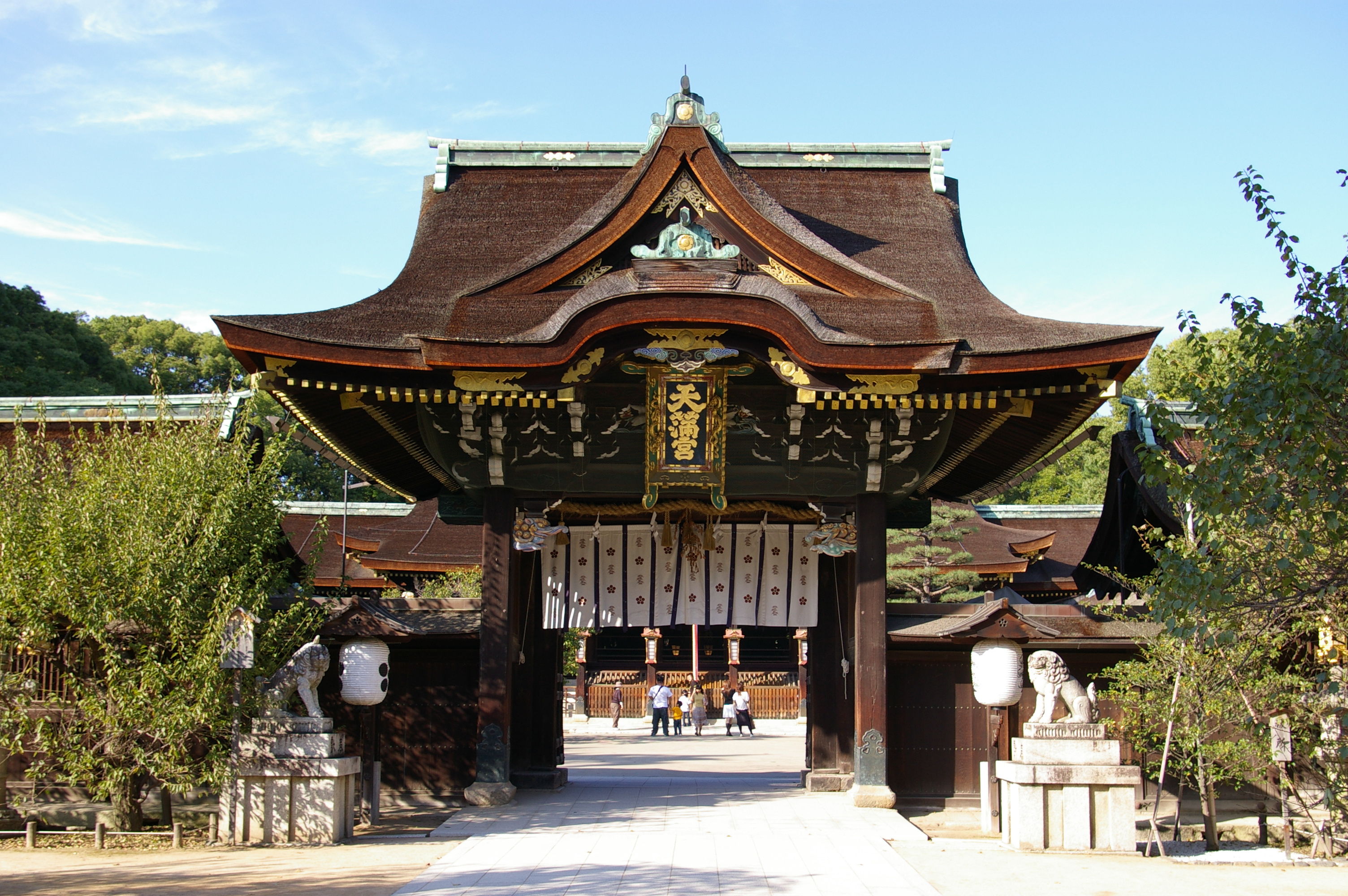
Un mukaikaramon à Kitano Tenman-gū.

Le mukaikaramon (向唐門) est la forme la plus commune de karamon et comporte deux karahafu à l'avant et à l'arrière de la porte. Ce type de porte peut comprendre un karahafu au milieu du toit, ou l'ensemble du pignon lui-même peut être une structure incurvée.

### Hirakaramon

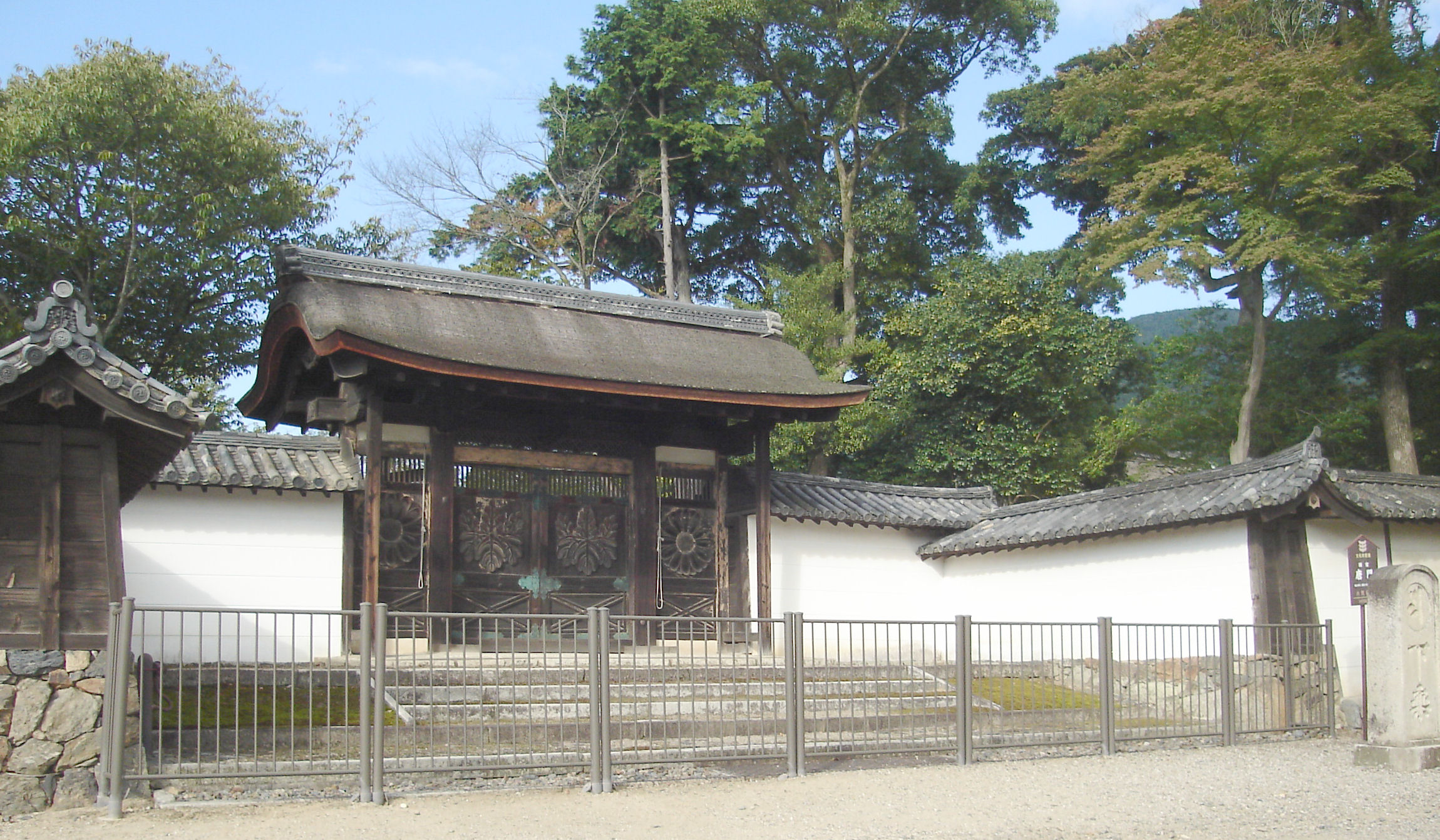
Un hirakaramon à Daigo-ji.

Le hirakaramon (平唐門) se distingue par deux karahafu sur les côtés gauche et droit de la porte. Ce type de porte, utilisé à l'origine pour les palais, est alors appelé miyukimon (御幸門).

### Karayotsuashimon

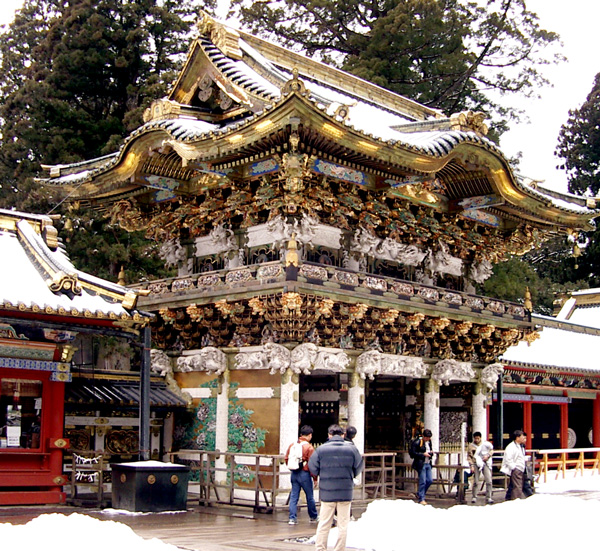
Yōmeimon, un karayotsuashimon à Nikkō Tōshō-gū.

Karayotsuashimon (唐四脚門, lit. « porte à quatre pieds ») est un style orné de karamon qui comporte quatre pignons vallonnés sur les quatre côtés de la porte. Nikkō Tōshō-gū est un bon exemple de ce type de porte.